# Dixit Dominus (Scarlatti)
Pour les articles homonymes, voir Dixit.
Les six Dixit Dominus d'Alessandro Scarlatti sont des œuvres religieuses composées sur le Psaume 109, sur une période allant probablement de 1703 à 1721.
Ils sont tous composés dans le premier quart du XVIIIe siècle, période de maturité du compositeur, sauf une œuvre d'authenticité douteuse qui serait de sa période antérieure. Les œuvres sont conçues pour cordes et continuo avec trois, quatre ou cinq voix solistes et chœur à quatre ou cinq voix, excepté le second Dixit Dominus pour chœur à cinq voix, sans solistes.
La numérotation se fonde sur le travail de Benedikt Johannes Poensgen (2004) consacré aux œuvres sacrées liturgiques de Scarlatti.

## Œuvres
- Dixit Dominus [I], à cinq voix et chœur à cinq voix (1720/1721)
- Dixit Dominus [II], pour chœur à cinq voix[1]
- Dixit Dominus [III], à cinq voix et chœur à cinq voix (avant 1716)[2],[3]
- Dixit Dominus [IV], à trois voix et chœur à quatre voix[4] — stylistiquement proche du Dixit Dominus de Haendel.
- Dixit Dominus [V], à quatre voix (perdu)[5]
- Dixit Dominus [VI], à cinq voix (entre 1680 et 1700)[6] — authenticité douteuse.